# ليندا غريغ
ليندا غريغ (بالإنجليزية: Linda Gregg)‏ هي كاتِبة وشاعرة أمريكية، ولدت في 9 سبتمبر 1942 في سوفرن في الولايات المتحدة، وتوفيت في 20 مارس 2019 في نيويورك في الولايات المتحدة.